# Strenna dei Romanisti
La Strenna dei Romanisti è la pubblicazione annuale del Gruppo dei Romanisti che esce ad aprile, per celebrare il Natale di Roma. Il libro viene presentato ogni 21 aprile (dies natalis di Roma) in Campidoglio e la prima copia è offerta al sindaco di Roma. La Strenna, dal 1940 è stata pubblicata puntualmente, ogni anno.

## Descrizione e storia
Dal 1940 il Gruppo dei Romanisti pubblica ogni anno questa Strenna, con articoli, saggi, storie, poesie, memorie e illustrazioni di argomento romano. Centinaia sono stati i collaboratori, scrittori e illustratori: qui ne ricordiamo alcuni. Nello stile dei Romanisti, molti interventi, pur corredati da precisa bibliografie e da note puntuali, hanno il colore di un discorso colloquiale e non quello di un saggio accademico.

### Gli anni quaranta
Il primo numero, del 1940, uscito per i tipi di Staderini (per molti anni editori della Strenna) e con  prefazione di Giuseppe Bottai, conteneva anche la poesia di Trilussa Sordo (con un suo disegno), la poesia Torre della Serpentara dell'antiquario e poeta romanesco Augusto Jandolo, tre sonetti dello storico dell'arte e architetto Antonio Muñoz e Origène riveduto e corretto nella Roma del Cinquecento di Ceccarius (Giuseppe Ceccarelli). Per la Strenna del 1941 il giornalista e saggista Silvio Negro scrisse un testo curioso: Il seminarista Roncalli alle prese con gli spiriti e tra gli illustratori c'era il pittore Orfeo Tamburi. In quella del 1942 Ugo Ojetti pubblicò Piazza San Claudio e nella Strenna del 1943 fu inserito l'autografo di un messaggio di saluto di Giuseppe Ungaretti e furono pubblicati Io, cavalier Ghezzi del bibliotecario Luigi de Gregori e Via Gregoriana 25 di Orio Vergani. Nell'anno 1944 apparvero Due banchetti a palazzo Salviati di Mario Lizzani (padre di Carlo Lizzani) e Roma in una rivendicazione del lavoro di Marcello Piermattei. Nel 1945 Ceccarius pubblicò Largo dei librari (Bibliografia romana tra due Natali di Roma), un esauriente elenco di libri, stampati nel 1943-1944; c'erano sulla Strenna, tra molte altre, illustrazioni di Duilio Cambellotti e di Giovanni Omiccioli.
Domenico Purificato aggiunse alla Strenna del 1946 suoi disegni e il saggio Il colore di Roma e Giorgio Caproni vi pubblicò Miseria all'orlo di Roma, una visita ai sobborghi Pietralata e Tiburtino III. Nel 1947 apparve Belli e belliniani in un carteggio inedito di Ettore Veo. Il 1948 è stato l'anno in cui Livio Jannattoni pubblicò Lord Minto poeta dalla vena frigida, studio su Gilbert Elliot, II conte di Minto, diplomatico inglese che arrivò in Roma nel 1847. L'annata 1949 s'inaugurò con l'autografo di Ivanoe Bonomi, contenente il testo dell'epigrafe celebrativa, per il centenario della Repubblica Romana del 1849, che fu posta nella Sala consigliare del palazzo Senatorio. Aldo Gnoli vi pubblicò un testo sui danni di guerra ad Albano: La distruzione del ponte dell'Ariccia (Sensazione del dopo guerra).

### Gli anni cinquanta
Leone Gessi, per l'Anno Santo del 1950 pubblicò Anno del gran perdono. La strenna 1951 si aprì con un largo omaggio a Trilussa, autografi di sue poesie, documenti che lo riguardavano e Trilussa nostro di Pietro Paolo Trompeo. Nel 1952, dopo l'omaggio scritto a più mani ad Augusto Jandolo - poeta, antiquario, commediografo, narratore - c'era, di Federico Hermanin, Artisti romani di Roma, su mosaici, affreschi e sculture medievali a Roma; nel 1952 Oliviero Savini Nicci pubblicò Il Patriziato Sabino, su un antico possedimento territoriale. Marcello Piacentini nella Strenna 1953 inserì il saggio Problemi difficili dell'urbanistica romana. per un decoroso sopravvivere della vecchia Roma. Per la Strenna del 1954 Pompeo Fabri scrisse  Il marchese Campana. Fallito tentativo di costituzione di una Soc. An. per Azioni onde impedire l'esodo all'estero delle sue collezioni, sulla dispersione di una straordinaria collezione di antichità romane, in particolare di oreficerie. Di Alberto Moravia, nel 1955, era Un caso fortunato, resoconto di una gita fuori porta, in una giornata di pioggia.
La Strenna del 1956 portò il saggio di Silvio Negro Gegé e Lulù Primoli fotografi di Roma, sui fratelli Primoli e l'intervento di Pompeo Fabri Dai ricordi di Augusto Castellani, intorno a fatti che gli aveva raccontato suo nonno materno.  

### Gli anni sessanta
La Strenna del 1960 si aprì con il necrologio di Silvio Negro. Nel 1966 la pittrice danese Gemma Hartmann, con acquarelli e disegni ad inchiostro di China, iniziò una lunga collaborazione alla redazione della Strenna. 

### Gli anni settanta
Nel 1970 la Strenna aveva in copertina l'immagine La stella d'Italia. Macchina pirotecnica da incendiarsi la sera del 21 aprile 1871, che era stata realizzata in piazza del Campidoglio.

### Gli anni ottanta
Fabrizio M. Apolloni Ghetti inaugurò la Strenna 1980 con il curioso saggio Il treno elettromagnetico dell'avvenire fu inventato da un romano nel 1895.

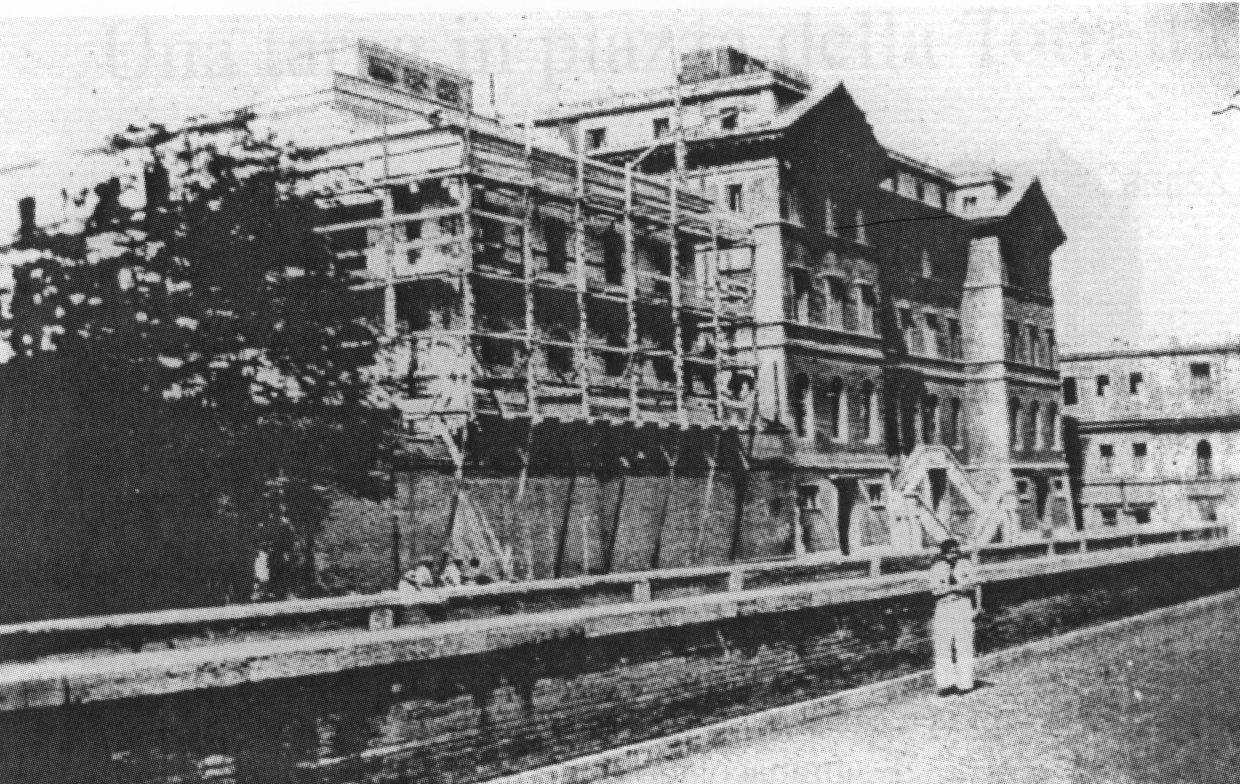
Via Vittorino da Feltre (Roma), 1887

### Gli anni novanta
Andrea Busiri Vici nella Strenna del 1990 ricordò Un giovanissimo aspirante architetto premiato in Campidoglio nel 1841. Nella Strenna del 1995 Olivier Michel pubblicò Maddalena Corvina e i suoi, nota biografica d'una pittrice barocca.

### Dal 2000 al 2009
Fu pubblicato nel 2001 l'intervento del presidente Carlo Azeglio Ciampi alla riunione dei Romanisti, al Caffè Greco, il 7 giugno 2000; sulla stessa Strenna c'erano le memorie Cento anni a Roma. Ricordi di un romano, del paleografo Giulio Battelli (che aveva allora 97 anni) e La cioccolata e Roma: istruzioni per l'uso di Laura Biancini. Niccolò Del Re - per anni bibliotecario alla Vaticana - nell'annata 2002 pubblicò Giovanni Angelo d'Altemps e le reliquie di s. Aniceto Papa. Nella Strenna del 2003 Ugo Onorati pubblicò Leone Ciprelli poeta e drammaturgo romanesco, sul poeta originario di Marino.

### Dal 2010 al 2019
Nella Strenna del 2010 Silvia Samaritani Giordani pubblicò «Cose», una rivista femminile nel fondo Ceccarius della Sala Romana della Biblioteca Nazionale Centrale di Roma. Nel 2015 fu pubblicato l'articolo dello storico Giuseppe Ciampaglia, "Felice Trojani un romano al Polo Nord", in ricordo di un componente della sfortunata spedizione del dirigibile Italia. Nel 2017 uscì sulla Strenna il saggio Viaggi a Roma di Giovanni Maria Mastai Ferretti vescovo e cardinale di Claudio Ceresa.